# Tyven (Hammerfest)
Tyven (norwegisch für „der Dieb“) ist ein Berg direkt östlich des nordnorwegischen Dorfes Rypefjord (Kommune Hammerfest, Provinz Finnmark) auf der Insel Kvaløya. Vom Berggipfel (418 m) kann man Rypefjord, Hammerfest und den Sørøysund mit seinen Inseln überblicken.

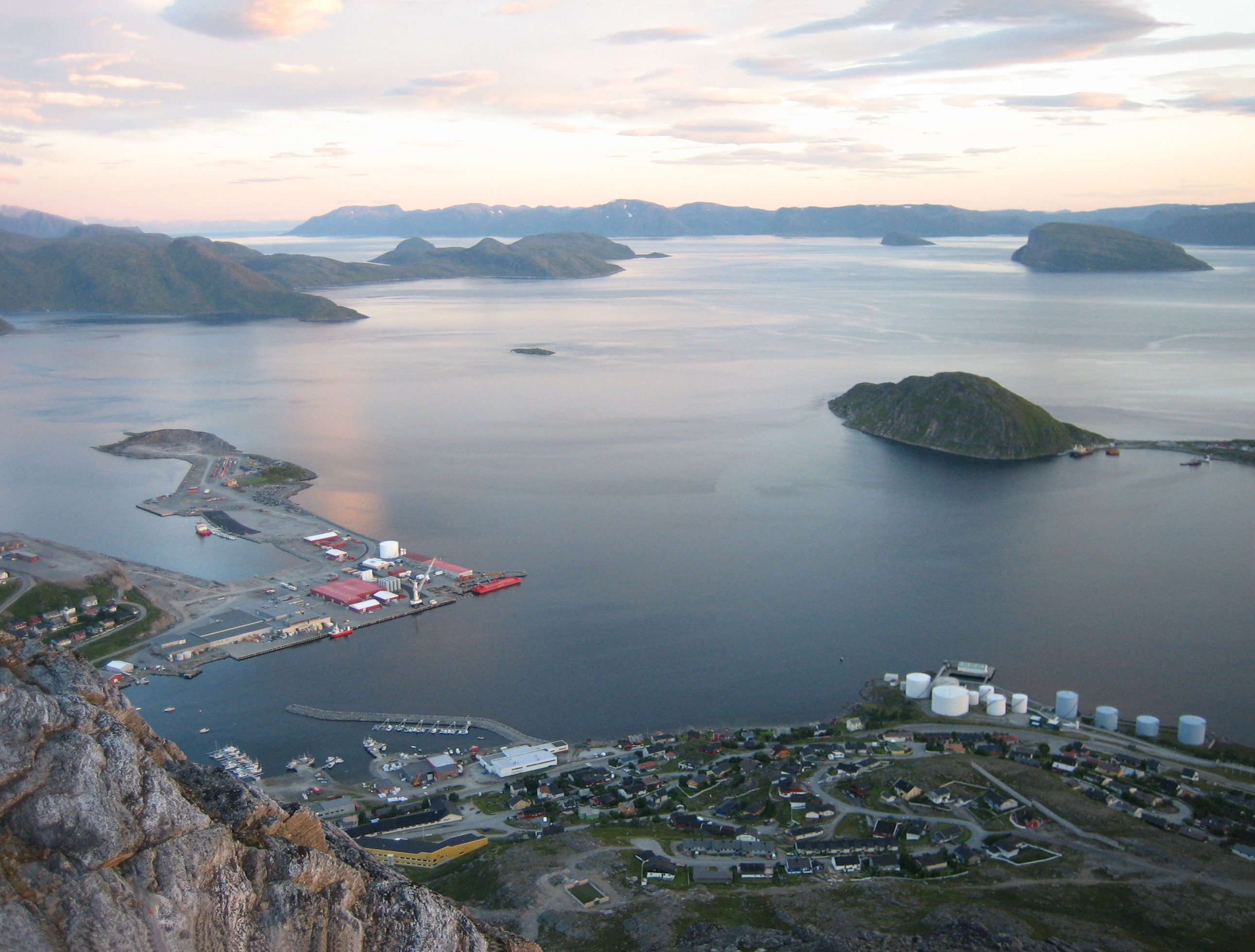
Blick vom Tyven über Rypefjord, im Hintergrund die Inseln Seiland, Sørøya, Håja und Hjelmen.

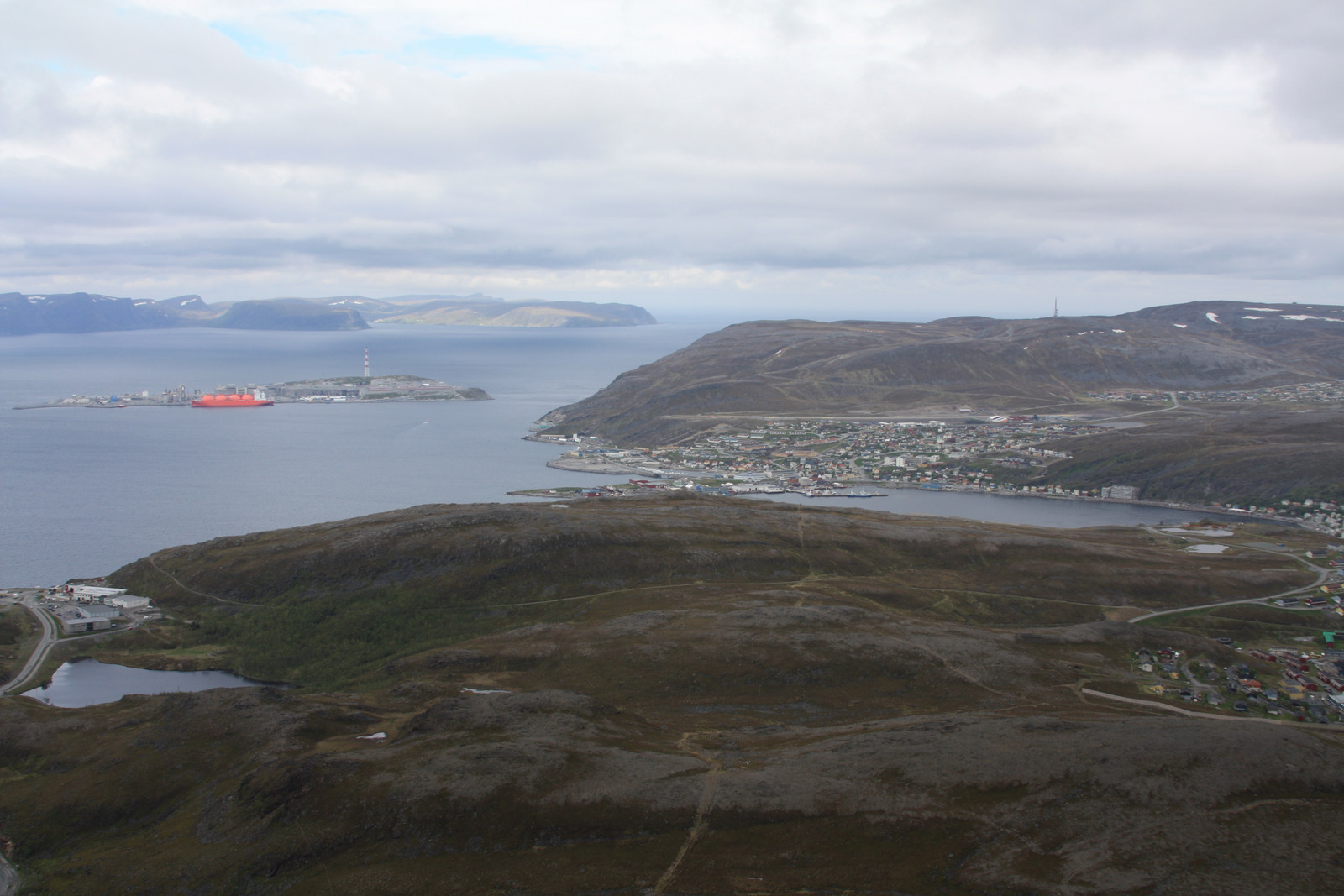
Blick vom Tyven in Richtung Hammerfest mit der Halbinsel Fuglenaes sowie den Inseln Melkøya und Sørøya.

## Nutzung
- Auf dem Berg befand sich einer von insgesamt 265 Vermessungspunkten (70° 38′ 23″ N, 23° 41′ 54″ O) des Struve-Bogens, der 2005 in die Liste des UNESCO-Weltkulturerbes aufgenommen wurde und der Vermessung der Erdabplattung diente. Der Messpunkt auf Tyven ist der zweitnördlichste dieser Kette von Messpunkten und nicht Teil des Weltkulturerbes.[1]
- Der Gipfel ist von Hammerfest kommend von Osten über eine Schotterstraße und einen Wanderweg zugänglich.[2][3]
- Nahe dem Gipfel befindet sich die Schutzhütte Tyvenhytta des norwegischen Wandervereins Den Norske Turistforening.[4] Die eiförmige Hütte aus Brettsperrholz-Elementen wurde durch Crowdfunding finanziert und 2019 errichtet.[5] Eine baugleiche Hütte befindet sich auf dem nördlich von Hammerfest gelegenen Berg Storfjellet.[6]
- Auf dem Gipfel steht der Sendeturm Tyven.[7]
- Der Gipfel ist als Startplatz für Hängegleiter und Gleitschirmflieger zugelassen.[8]

## Sonstiges
- Der Berg ist Namensgeber eines Kindergartens in Hammerfest.[9]